# Olle Ludvigsson
Olle Ludvigsson, né le 28 octobre 1948 à Hälsö (commune d'Öckerö), est un député européen suédois membre du Parti social-démocrate suédois des travailleurs.

## Biographie
Député européen de 2009 à 2019, il fait partie du groupe de l'Alliance progressiste des socialistes et démocrates au Parlement européen. Il est membre de la commission de l'emploi et des affaires sociales.